# Taggia
Arma di Taggia – miejscowość i gmina we Włoszech, w regionie Liguria, w prowincji Imperia.
Według danych na rok 2004 gminę zamieszkiwało 12 587 osób, 419,6 os./km².